# Asemolea macaranduba
Asemolea macaranduba là một loài bọ cánh cứng trong họ Cerambycidae.